# María Sandra Julià Julià
María Sandra Julià Julià (Castelló, 8 de desembre de 1971) és una política espanyola, diputada per Castelló al Congrés durant la XII legislatura.

## Biografia
Diplomada en Estudis Empresarials per la Universitat de València. Subdelegada territorial de Ciutadans a Castelló, des de 2015 és regidora a l'Ajuntament de Moncofa. A l'octubre de 2016 va obtenir un escó al Congrés després de la dimissió de Domingo Lorenzo Rodríguez.